# 范式人
范式人（1909年—1986年），又名范志明，字涤凡，号耀卿，曾名范拯民，化名洪泽，福建省寿宁县鳌阳镇南门兜虎山巷人。中华人民共和国政治人物。

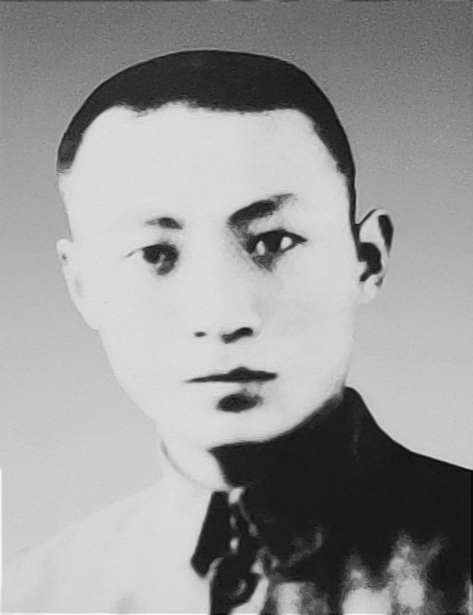
民国时期的范式人

1930年底参加革命活动。1932年加入中国共产党，参加创建中共寿宁县特别支部，任交通委员。1934年，当选闽东苏维埃政府委员，创建中国工农红军闽东独立第二团第十六连，任指导员。6月担任闽东工农红军独立团第三营政委，同年8月任独立团参谋长。1935年当选中共闽东特委常委、宣传部长、中国工农红军闽东独立师政治部主任等职。10月，任中共闽浙边临时省委委员兼保卫局长。次年，任中共闽赣省保卫局局长。1937年，中华苏维埃人民共和国闽东军政委员会副主席、政治部主任兼肃反委员会主任。抗日战争期间，担任中共闽东特委书记兼组织部长，新四军驻福州办事处上校秘书（主持工作）兼三支队六团宁德留守处主任。1939年6月，任中共福建省委常委、军事部长、组织部长。1939年7月当选福建省出席中共“七大”正式代表并任代表团团长，奔赴延安。1940年12月到达延安，进中央党校学习并参加整风。1945年，担任中央党校一部第七分部临时党支部书记，以正式代表身份参加中共七大。第二次国共内战期间，率干部大队奔赴东北战场，任中共黑龙江省工作委员会副书记、书记。1946年，任中共黑龙江省委员会副书记。次年兼任西满军区第一军分区副政委；次年改黑龙江省政府主席。1948年，任中共黑龙江省委书记，黑龙江军区政委。
1949年，担任中国人民解放军九江市军事管制委员会主任。同年任中共江西省委第一副书记、江西省人民政府副主席。1952年，调任中央，任中央人民政府粮食部副部长，中共粮食部临时党组书记。1952年，任邮电部副部长，中共邮电部党组书记。1961年，担任中共福建省委第二书记，后兼任福建省第三届政协主席。1965年，兼任福建省军区党委第一书记、第一政委，中共中央华东局委员。文化大革命期间受到迫害，1980年复出担任邮电部顾问、中顾委委员。1986年10月31日在北京逝世。